# Trojanski asteroid
Trojanski asteoridi (tudi Trojanska skupina asteroidov, oziroma Jupitrovi Trojanci) so velika skupina teles, ki se nahajajo v isti tirnici sistema Jupiter- Sonce. Opazovalcu na Jupitru se zdi, da krožijo okoli ene od dveh Lagrangeevih točk stabilnosti, L4 in L5, ki ležita 60° pred in za Jupitrom na njegovi tirnici. Njihova velika polos je med 5,05 a.e. in 5,40 a.e.. Nahajajo se na podaljšanih in ukrivljenih področjih okoli teh dveh Lagrangeevih točk. Imenujejo se 'Trojanci' zaradi dogovora po likih iz trojanske vojne.
Izraz 'Trojanec' se včasih uporablja za druga mala telesa Osončja, ki imajo podobno povezavo z drugim večjim telesom. Obstajajo Marsovi in Neptunovi Trojanci. Izraz 'Trojanski planeti' se uporablja za opis domnevnih planetov, ki imajo med seboj in starševsko zvezdo podobno povezavo na tirnicah. Drugače pa se izraz 'Trojanski asteroid' uporablja le za Jupitrove Trojance.